# Dave Eggers
Dave Eggers (Boston, 1970. március 12. –) amerikai író, szerkesztő és kiadó. A 2000-es évek legkelendőbb emlékiratát írta meg, A Heartbreaking Work of Staggering Genius címmel. Eggers alapítója a Timothy McSweeney's Quarterly Concern című irodalmi folyóiratnak is; a 826 Valencia műveltségi projekt és a Voice of Witness emberi jogi nonprofit szervezet társalapítója; és a ScholarMatch alapítója. Írásai számos magazinban jelentek meg, többek között a The New Yorker-ben, az Esquire és a The New York Times Magazine-ban.

## Fiatalkora és tanulmányai
Eggers a Massachusetts állambeli Bostonban született, egyike a négy testvérnek. Apja, John K. Eggers (1936–1991) ügyvéd, édesanyja, Heidi McSweeney Eggers (1940–1992) iskolai tanár volt. Apja protestáns, anyja katolikus volt. Amikor Eggers még gyerek volt, a család a Chicago melletti Lake Forest külvárosába költözött, ahol állami középiskolába járt, és Vince Vaughn színész osztálytársa volt. Eggers bátyja, William D. Eggers kutató, aki több konzervatív agytrösztnek dolgozott, és a privatizációt elősegítő kutatásokat végez. Eggers nővére, Beth 2001 novemberében öngyilkos lett. Eggers egy 2002-es McSweeney's rajongói interjú során röviden beszélt nővére haláláról.
Eggers az Urbana–Champaign-i Illinoisi Egyetemre járt, és újságírásból kívánt diplomát szerezni. Tanulmányait azonban megszakította mindkét szülő halála: apja 1991-ben agy- és tüdőrákban, édesanyja 1992 januárjában gyomorrákban halt meg. Ezeket az eseményeket első könyvében, az A Heartbreaking Work of Staggering Genius fikcionalizált könyvében írta le. Akkoriban Eggers 21 éves, legfiatalabb testvére, Christopher ("Toph") pedig 8 éves volt. A két idősebb testvér, William és Beth nem tudta elkötelezni magát Toph gondozása mellett; legidősebb testvére, William főállású volt, a következő legidősebb testvére, Beth pedig beiratkozott a jogi egyetemre. Ennek eredményeként Eggers vállalta a felelősséget. Otthagyta az Illinoisi Egyetemet, és a kaliforniai Berkeley-be költözött barátnőjével, Kirstennel és testvérével. Kezdetben Eggers testvéréhez, Bethhez és lakótársához költöztek, de végül a város másik részén találtak helyet, amit a szüleik által rájuk hagyott pénzből fizettek ki. Toph egy kis magániskolába járt, Eggers pedig ideiglenes munkát és szabadúszó grafikai tervezést végzett egy helyi újságban.
Végül barátjával, David Moodie-val Eggers átvette a Cups nevű helyi ingyenes újságot. Ez fokozatosan a Might szatirikus magazinná fejlődött.

## Irodalmi munkássága

### 1990-es évek
Eggers a Salon.com szerkesztőjeként kezdett írni, és 1994-ben megalapította a Might magazint San Franciscóban David Moodie-val és Marny Requa-val, miközben Smarter Feller (eredetileg Swell) című képregényt is írt az SF Weekly számára.
A Might a kis, San Francisco-i székhelyű, független Cups ingyenes újságból fejlődött ki, és hűséges követőket gyűjtött tiszteletlen humorával és furcsa megközelítésével a napi kérdésekhez és személyiségekhez. Egy cikk, amely az 1980-as évek egykori gyereksztárjának, Adam Richnek a gyászjelentése volt (eredetileg a Vissza a jövőbe sztárnak, Crispin Glovernek szánták, amíg Glover ki nem hátrált) nemzeti figyelmet keltett. A magazin rendszeresen tartalmazott humoros darabokat, valamint számos esszét és nem fikciós darabot az 1990-es évek meghatározó íróitól, köztük az "A szenvedély akadályai", David Foster Wallace esszéje a szexről az AIDS-korszakban.
Amint Eggers később A Heartbreaking Work of Staggering Genius (A megdöbbentő zseni szívszorító munkája) című emlékiratában elmesélte, a magazin folyamatosan küzdött a nyereség érdekében, és végül 1997-ben abbahagyta a megjelenést. A Might magazin legjavának antológiája, „Shiny Adidas Tracksuits and the Death of A Camp˝ and Other Essays from Might Magazine 1998 végén jelent meg. Ekkorra Eggers az Esquire magazin szabadúszója lett, és továbbra is a Salonnál dolgozott.

### 2000-es évek
Eggers első könyve egy fiktív elemeket tartalmazó memoár volt, A Heartbreaking Work of Staggering Genius (2000), amely arra összpontosított, hogy mindkét szülőjük halála után öccsét a San Francisco-öbölben nevelje fel. A könyv gyorsan bestseller lett, és bekerült az általános non-fiction Pulitzer-díj döntőjébe. Az emlékiratot eredetiségéért, egyedi önreferenciájáért és számos újszerű stíluseleméért dicsérték. A 2001-es, puhafedeles kiadás korai nyomdai kiadása hosszú utószóval jelent meg: Mistakes We Knew We Were Making (Hibák, amiket tudtuk, hogy elkövetünk).
2002-ben Eggers kiadta első teljesen kitalált regényét, a You Shall Know Our Velocity-t, amely egy frusztráló kísérletről szól, hogy pénzt adományozzon arra érdemes embereknek, miközben véletlenül körbeutazzák a Földet. A kibővített és átdolgozott változat Sacrament címen jelent meg 2003-ban. Létrehoztak egy változatot, amely nem tartalmazta a Sacrament új anyagát, és a You Shall Know Our Velocity! egy Vintage impresszum terjesztéshez. Azóta megjelent egy novellagyűjtemény How We Are Hungry címmel, és három politikai témájú sorozatot adott ki a Salon.com számára.
2005 novemberében Eggers kiadta a Surviving Justice: America's Wrongfully Convicted and Exonerated című könyvet, amely interjúkat tartalmaz halálra ítélt és később felmentett egykori rabokkal. A könyvet Lola Vollennel, a súlyos emberi jogi visszaélések utóhatásainak szakértőjével és a Kaliforniai Egyetem, a Berkeley Nemzetközi Tanulmányok Intézetének vendégkutatójával állítottuk össze.

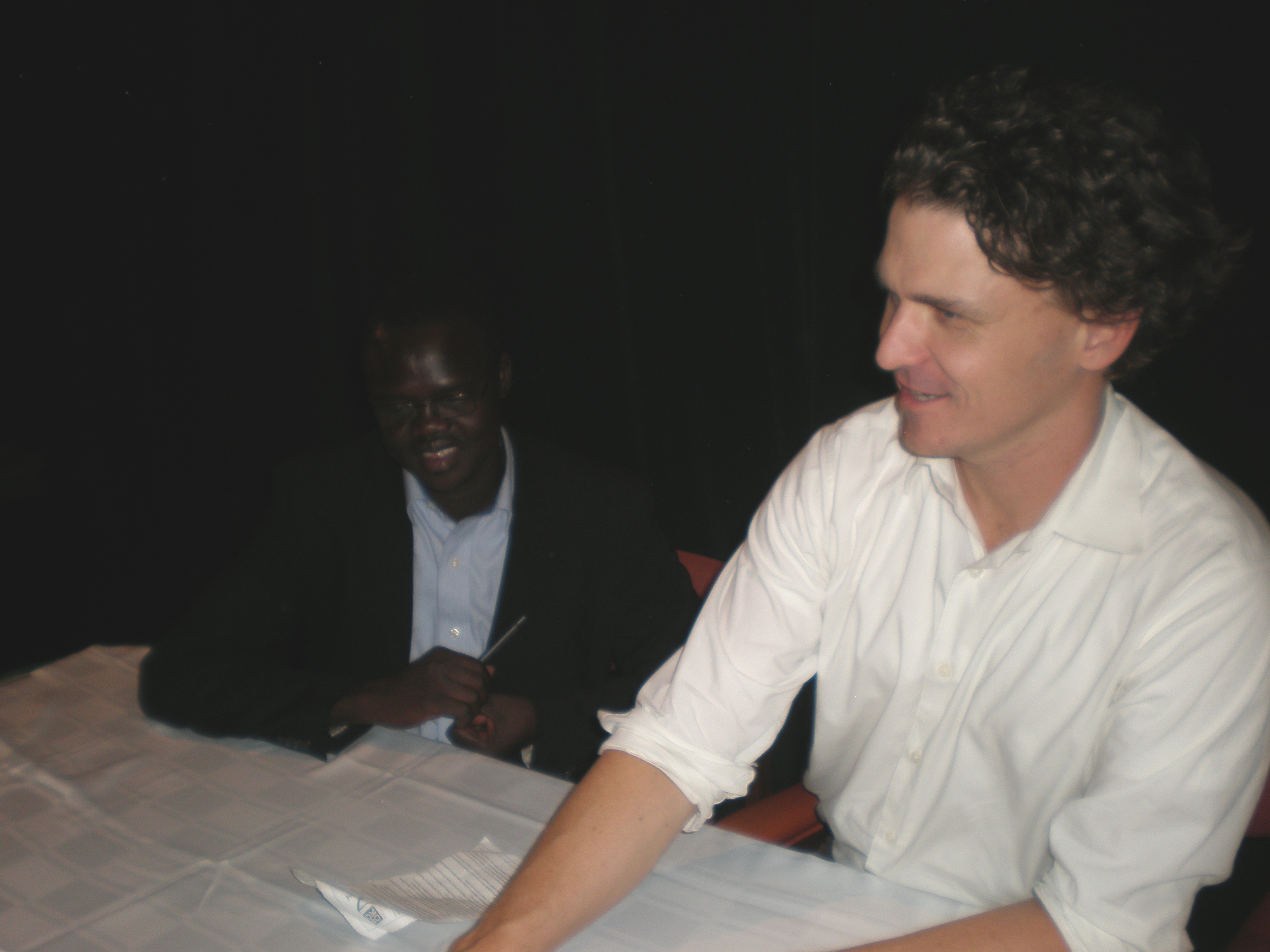
Valentino Achak Deng szudáni menekülttel dolgozott együtt, hogy elmesélje Achak élettörténetének kitalált beszámolóját.

Eggers 2006-os What Is the What: The Autobiography of Valentino Achak Deng című, Valentino Achak Deng önéletrajzi regénye döntős volt a 2006-os Nemzeti Könyvkritikusok Körének szépirodalmi díjára (National Book Critics Circle Award). Eggers szerkeszti a Best American Nonrequired Reading sorozatot is, amely egy novellák, esszék, újságírás, szatíra és alternatív képregények éves antológiája.
Eggers az ESPN The Magazine (az ESPN csatorna havi sport újságja) egyik eredeti munkatársa volt, és segített létrehozni "The Jump" című rovatát. Ő volt az első, névtelen "Answer Guy" rovat, amely azután is működött, hogy abbahagyta a kiadványnál való munkát.
2009. november 7-én az Amerikai-Iszlám Kapcsolatok Tanácsa a "Bátorság a médiában" (Courage in Media) díjjal tüntette ki Zeitoun című könyvéért. A Zeitount Jonathan Demme választotta, aki a mű animációs filmes feldolgozásaként tartotta számon. Demme számára ez "úgy tűnt, mint az első mélyreható elmélyülésem az irodalom vagy a film révén a muszlim-amerikai családban. ... A morál az volt, hogy olyanok, mint bármely más hitűek, és remélem, a mi filmünk is ilyen lesz, ha sikerül elkészíteni." Demme, akit 2011 elején idéztek, bízott abban, hogy a forgatókönyv elkészültekor finanszírozót fog találni, talán még egy nagyobb stúdiótól is. 2014 májusában azonban a The Playlist arról számolt be, hogy a film „fejlesztés alatt áll”. Demme 2017 áprilisában halt meg, és a projektről azóta sem lehetett hallani.

### 2010-es évek
A 2010-es évek elején, miután hat évig nem publikált érdemi irodalmi fikciókat a What is the What után, Eggers hároméves sorozatba kezdett egymásra épülő regények sorozatában, amelyek mindegyike nagyjából az Egyesült Államok és az Egyesült Államok előtt álló sürgető társadalmi és politikai problémákkal foglalkozott. tágabb világ a huszonegyedik században. Eggers 2012 júliusában jelentette meg a nagy recesszióról és a 2000-es évek végi pénzügyi válságról szóló regényét, A Hologram for the King címmel. Ugyanezen év októberében a regényt a Nemzeti Könyvdíj döntőseként jelentették be.
Ezt követte a 2013 októberében megjelent The Circle, amely egy kitalált San Franciscó-i technológiai cég fiatal dolgozójának életét mutatja be a közeljövőben, mivel kételyei vannak hivatásával kapcsolatban, a cég látszólag jó szándékú újításai miatt, amelyek egy baljósabb mögöttes menetrendet tárnak fel. Befejezve a produktív varázslatot, egy új regény az Amerika világban elfoglalt helyével kapcsolatos szorongásokról: Your Fathers, Where Are They? And the Prophets, Do They Live Forever? 2014 júniusában jelent meg. 2015 novemberében a Your Fathers, Where Are They ... a 2016-os Nemzetközi Dublini Irodalmi Díj hosszú listáján szerepelt, Eggers ötödik jelölése a díjra, miután korábbi jelöltek voltak a The Circle, A Hologram for the King, The Wild Things és What is the What.
2016 áprilisában Eggers a „Breaking the Silence” szervezet projektjének részeként Izraelbe látogatott, hogy cikket írjon az izraeli megszállásról szóló könyvbe a hatnapos háború 50. évfordulója alkalmából. A könyvet Michael Chabon és Ayelet Waldman szerkesztette, és „Kingdom of Olives and Ash: Writers Confront the Occupation” címmel jelent meg 2017 júniusában.
2016 júliusában Eggers kiadta hatodik regényét, a Heroes of the Frontier-t. Ugyanebben az évben Eggers korábbi regényének, a Hologram a királynak filmadaptációját adták ki, vegyes kritikákkal és közepes reklámteljesítménnyel. A The Circle, Eggers könyvének filmváltozata, Emma Watson, John Boyega és Tom Hanks főszereplésével (aki a Hologram for the King-adaptációban szerepelt), 2017 áprilisában jelent meg. A Heroes of the Frontier-t a The Monk of Mokha (2018) követte, amely egy másik, a Zeitounhoz hasonló, nem szépirodalmi életrajz, a kiadók szerint "egy fiatal jemeni amerikai férfi izgalmas igaz története, aki San Franciscóban nőtt fel, és arról álmodik, hogy feltámasztja a jemeni kávé ősi művészetét, de a polgárháború csapdájában találja magát Szanaában."
Eggers az évtizedet azzal zárta, hogy két, egymással párhuzamosan írt, stilárisan nagyon eltérő novellát adott ki. A Knopf 2019 márciusában megjelent The Parade egy tartalék, minimalista novella volt, amely Eggers régóta fennálló aggodalmát tükrözi a humanitárius kérdések, a globális fejlődés és a fejlődő világ nyugati felfogása miatt. A kiadó előzetes közlése szerint a regény "két férfiról, nyugati vállalkozóról szól, akiket otthonuktól távol küldtek dolgozni, akiknek feladata, hogy utat kövezzenek a fővárosba egy veszélyes és nagyrészt törvénytelen országban." A vélemények vegyesek voltak: pozitívak. Andrew Motion azt írta a The Guardian-ben, hogy „[Eggers] regénye a szereplőgárdát és a nyelvezetét tekintve erősen redukált, de ez a szikárság nem csökkenti érvelésének erejét”, míg Ron Charles a The Washington Postban tiltakozott, hogy a The Parade "[ez] egy történet, amely megfelel a Nyugatnak a fejlődő világgal kapcsolatos reduktív attitűdjeinek. Az írók és politikusok régóta általánosítanak ezekről az egyéni kultúrákról. Egy regény, amely egy névtelen, primitív nemzetté egyesíti őket, csak belejátszik ebbe a tendenciába." A The Parade-t 2019 novemberében egy másik kisregény követte, The Captain and the Glory (A kapitány és a dicsőség), amelyet maga Eggers a Trump-kormányzat "allegorikus szatírájaként" nevezett meg. A McSweeney honlapján közzétett, a Knopf kiadónak adott interjújában Eggers úgy jellemezte a regényt, mint "kísérletet arra, hogy megértsék ezt a korszakot azáltal, hogy olyan rikító és harsány színekkel festik meg, amelyeket igazán megérdemel. Ez részben bohózat, részben hasonlat, és remélem, bár a kapitány több mint csak futólag hasonlít Trumpra, hogy a könyv olvasható lesz, amikor Trump elmegy. Részben ez az oka annak, hogy a címlapon „szórakoztatásnak” neveztem. Ez egy biccentés Graham Greene felé, de remélem, hogy az emberek olvasni fogják. Katartikus volt írni, és remélem, katartikus lesz olvasni is." A The Parade-hoz hasonlóan a kritikák is határozottan vegyesek voltak, és sok kritika megjegyezte, hogy Eggers szatírája nehezen tudott lépést tartani a Trump-korszak eseményeivel, vagy igazságot tenni azoknak. A Financial Timesnak írt ismertetőjében Carl Wilkinson csalódottságát fejezte ki a könyv céljával és szándékaival kapcsolatban, Hannah Barekat a The Spectator-ban kritikával illette a könyv szatírájának „nehézkezes” jellegét, míg a The Guardian, The Times Literary Supplement, és Kirkus Reviews is hiányosnak találta a könyvet.

### 2020-as évek
Eggers 2021-ben két új szépirodalmi alkotással tért vissza az irodalmi életbe. Egy rövid novella, a The Museum of Rain 2021-ben jelent meg, és a McSweeney honlapja szerint az „elegiás” novella „az amerikai hadsereg 70-es éveiben járó állatorvosáról szól, akit felkérnek, hogy vezessen egy csoport fiatal unokahúgot és unokaöccseket egy sétára Kalifornia központi partvidékének dombjain. A lenyugvó nap felé sétálva az Esőmúzeum nevű hely az úti céljuk, amely lehet, hogy még létezik, de lehet, hogy nem, és amelynek eredete és jelentése mindenki számára megfoghatatlan.” Eggers következő regénye, a The Every 2021 októberében jelent meg. A regény a 2013-as The Circle című regényének folytatása.

### McSweeney's
Eggers megalapította a McSweeney's független kiadót, amelyet anyja leánykori nevéről kaptak. A kiadó negyedévente jelent meg egy irodalmi folyóiratot, a Timothy McSweeney's Quarterly Concern-t, amely először 1998-ban jelent meg; egy havi folyóirat, a The Believer, amely 2003-ban debütált, és Eggers felesége, Vendela Vida szerkeszti; és 2005 és 2012 között egy negyedévente megjelenő DVD magazin, a Wholphin. További művei: The Future Dictionary of America, Created in Darkness by Troubled Americans, valamint a "Dr. és Mr. Haggis-On-Whey", ez utóbbi egy irodalmi nonszensz gyermekkönyvsorozat, amelyet Eggers öccsével, Toph Eggers álnéven ír.
A 2006-os labdarúgó-világbajnokság előtt Eggers esszét írt az Egyesült Államok válogatottjáról és az egyesült államokbeli labdarúgásról a The Thinking Fan's Guide to the World Cup számára, amely esszéket tartalmazott a tornán részt vevő egyes csapatokról, és a bajnokság támogatásával jelent meg a Granta folyóiratban. A The San Francisco Chronicle szerint Eggersről azt pletykálták, hogy a The Paris Review új szerkesztője lehet, mielőtt a Review Lorin Steint választotta.

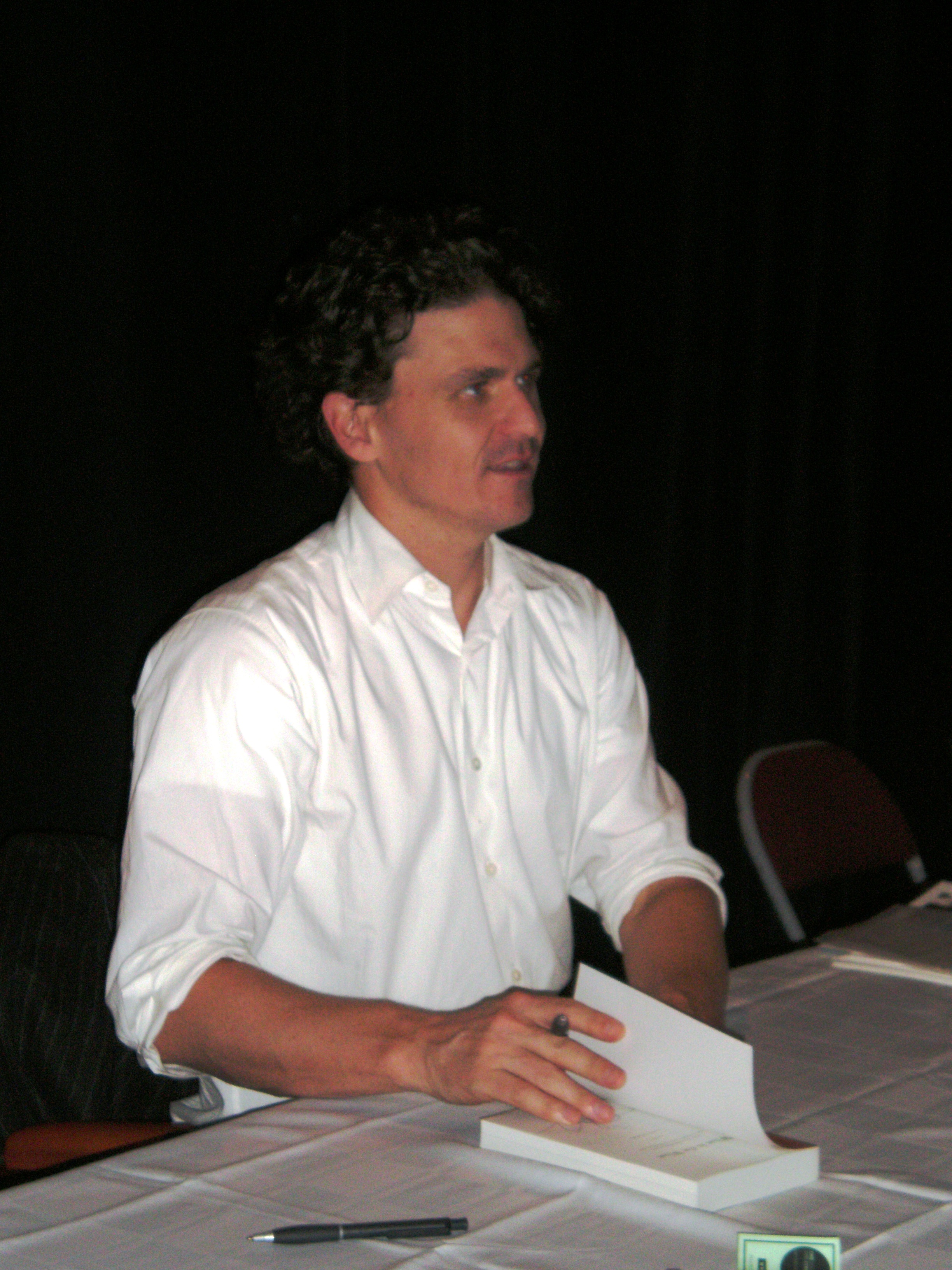
Eggers 2008 októberében

## Visual art
Az Illinoisi Egyetemen, Urbana-Champaignben Eggers művészeti órákra járt. Az A Heartbreaking Work of Staggering Genius megjelenése után főként az írásra koncentrált, de nyilvánosan visszatért a vizuális művészethez egy önálló galériabemutatóval a San Franciscó-i Electric Works-ben 2010-ben, „It Is Right to Draw Their The Fur” címmel. A műsorban számos állatrajz szerepelt, gyakran kifejezésekkel párosítva, néha a Bibliából. A kiállításhoz kapcsolódóan a McSweeney's kiadott egy katalógust, amely a kiállításon szereplő mű 25 szálas lenyomatát tartalmazza. 2015-ben Eggers első önálló múzeumi kiállítása a Nevadai Művészeti Múzeumban volt „Isten elviselhetetlen trónja” (The Insufferable Throne of God) címmel. Eggerst az Electric Works, egy San Francisco-i képzőművészeti galéria képviseli.
A kiállításokon kívül Eggers képzőművészeti hozzájárulásai a következők:
- Albumborítót készített az austini rockegyüttes, a Paul Banks & the Carousels Yelling at the Sun című albumához.[63]
- Tervezte a Thrice(wd) Vheissu(wd) című albumának grafikáját.[64]

## 826 National
2002-ben Eggers és Nínive Clements Calegari oktató társalapítója volt a 826 Valencia nevű nonprofit író- és oktatóközpontnak San Franciscóban, 6–18 éves gyerekek számára. Azóta hat fejezetre nőtt szerte az Egyesült Államokban: Los Angeles, New York City, Chicago, Ann Arbor, Washington, D.C. és Boston, mind a 826 National nonprofit szervezet égisze alatt.
2006-ban a Revenge of the Book–Eaters turnénak nevezett adománygyűjtő rendezvénysorozaton szerepelt, hogy támogassa ezeket a programokat. A Chicagóban a Park West színházban a Death Cab for Cutie frontembere, Ben Gibbard szerepelt. A turné további fellépői voltak: Sufjan Stevens, Jon Stewart, Davy Rothbart és David Byrne. 2007 szeptemberében a Heinz Családi Alapítvány 250 000 dolláros Heinz-díjat adományozott Eggersnek (az "egyének rendkívüli teljesítményének" elismeréseként) a művészetek és a humán tudományok területén. Eggers kívánságának megfelelően a díjat a 826 National és a The Teacher Salary Project kapta.
2010 áprilisában a 826 National égisze alatt az Eggers elindította a ScholarMatch nevű nonprofit szervezetet, amely összeköti az adományozókat a hallgatókkal, hogy megfizethetőbbé tegye a főiskolát.

## Zenei hozzájárulások
- Eggers hallható Spike Jonze-zal beszélgetve a "The Horrible Fanfare/Landslide/Exoskeleton" alatt, amely Beck 2006-os The Information(wd) albumának utolsó száma. A szám harmadik részében Eggers és Jonze válaszol Beck kérdésére: "Milyen hangzású lenne az a végső lemez, amelyet valaha is meg lehetne csinálni?"[72]
- Eggers közreműködött a "The Ghost of Rita Gonzolo" című dal szövegében, amely a One Ring Zero(wd) As Smart as We Are (2004) című albumán szerepelt.[73]

## Magánélete
Eggers a San Francisco-öböl környékén él, és feleségül vette Vendela Vidát, aki szintén író. A párnak két gyermeke van. Vida és Eggers 1998-ban találkoztak San Franciscóban egy esküvőn, és 1999-ben kezdtek randevúzni.
Egyike volt a három 2008-as TED-díjasnak. A TED-díjjal az volt a kívánsága, hogy segítsen a közösség tagjainak személyesen kapcsolatba lépni a helyi állami iskolákkal. Ugyanebben az évben az Utne Reader beválasztotta az „50 látnok közé, akik megváltoztatják a világot”.

## Művei

### Regények
- You Shall Know Our Velocity, or You Shall Know Our Velocity! (2002)
- Sacrament (2003), revised and expanded version of You Shall Know Our Velocity
- The Unforbidden is Compulsory; or, Optimism (2004), kisregény
- What Is the What: The Autobiography of Valentino Achak Deng (2006)
- The Wild Things (2009), a Where the Wild Things Are (Ahol a vadak várnak) című film alapján
- A Hologram for the King (2012)
- The Circle (2013)
- Your Fathers, Where Are They? And the Prophets, Do They Live Forever? (2014)
- Heroes of the Frontier (2016)
- The Parade (2019)
- The Captain and the Glory (2019)
- The Museum of Rain (2021), novella
- The Every (2021)

### Novellák
Gyűjtemények:
- Jokes Told in Heaven About Babies (2003), as Lucy Thomas, collection
- How We Are Hungry (2004), collection of 15 short stories:
"Another", "What It Means When a Crowd in a Faraway Nation Takes a Soldier Representing Your Own Nation, Shoots Him, Drags Him from His Vehicle and Then Mutilates Him in the Dust", "The Only Meaning of the Oil-Wet Water", "On Wanting to Have Three Walls up Before She Gets Home", "Climbing to the Window, Pretending to Dance", "She Waits, Seething, Blooming", "Quiet", "Your Mother and I", "Naveed", "Notes for a Story of a Man Who Will Not Die Alone", "About the Man Who Began Flying After Meeting Her", "Up the Mountain Coming Down Slowly", "There Are Some Things He Should Keep to Himself", "When They Learned to Yelp", "After I Was Thrown in the River and Before I Drowned"
- Short Short Stories (2005), part of the Pocket Penguins series, collection of 24 short stories:
"You Know How to Spell Elijah", "This Certain Song", "What the Water Feels Like to the Fishes", "The Weird Wife", "This Flight Attendant (Gary, Is It?) Is On Fire!", "True Story – 1986 – Midwest – USA – Tuesday", "It is Finally Time to Tell the Story", "A Circle Like Some Circles", "On Making Someone a Good Man By Calling Him a Good Man", "The Definition of Reg", "How Long It Took", "She Needed More Nuance", "The Heat and Eduardo, Part I", "Of Gretchen and de Gaulle", "The Heat and Eduardo, Part II", "Sleep to Dreamier Sleep Be Wed", "On Seeing Bob Balaban in Person Twice in One Week", "When He Started Saying 'I Appreciate It' After 'Thank You'", "You'll Have to Save That For Another Time", "Woman, Foghorn", "How Do Koreans Feel About the Germans?", "Georgia is Lost", "They Decide To Have No More Death", "Roderick Hopes"
- How the Water Feels to the Fishes (2007), part of One Hundred and Forty-Five Stories in a Small Box, collection of 31 short stories:
"Once a year", "Accident", "Old enough", "She needs a new journal", "Sooner", "The commercials of Norway", "Lily", "The boy they didn't take pictures of", "The fights not fought", "The horror", "How the water feels to the fishes", "How to do it", "Go-getters", "Deeper", "The battle between", "There are different kinds", "Alberto", "You still know that boy", "No safe harbor", "The bounty", "On making him a good man calling him a good man", "Thoughtful that way", "We can work it out", "No one knows", "The island from the window", "The anger of the horses", "California moved west", "How the air feels to the birds", "The man who", "Older than", "Steve again"

Össze nem gyűjtött novellák:
- "The Man At The River" (2013)
- "We Like You So Much and Want to Know You Better" (2013)
- "The Alaska of Giants and Gods" (2014)
- "Understanding the Sky" (2015)

### Gyermekkönyvek
The Haggis-on-Whey World of Unbelievable Brilliance sorozat (mint "Dr. és Mr. Doris Haggis-On-Whey", Christopher Eggers-szel, képeskönyvek):
1. Giraffes? Giraffes! (2003)
2. Your Disgusting Head (2004)
3. Animals of the Ocean, in Particular the Giant Squid (2006)
4. Cold Fusion (2008)
5. Children and the Tundra (2010)

Önálló:
- When Marlana Pulled a Thread (2011), picture book
- The Bridge Will Not Be Gray (2015), képeskönyv Tucker Nichols(wd) illusztrációival
- Her Right Foot (2017), képeskönyv Shawn Harris(wd) illusztrációival
- The Lifters (2018)
- What Can a Citizen Do? (2018), képeskönyv Shawn Harris illusztrációival
- Abner & Ian Get Right-Side Up (2019), képeskönyv Laura Park(wd) illusztrációival
- Most of the Better Natural Things in the World (2019), képeskönyv Angel Chang illusztrációival
- Tomorrow Most Likely (2019), képeskönyv Lane Smith(wd) illusztrációival
- Faraway Things (2021), képeskönyv Kelly Murphy(wd) illusztrációival[82]

### Non-fiction
- Teachers Have It Easy: The Big Sacrifices and Small Salaries of America's Teachers (2005), with Daniel Moulthrop and Nínive Clements Calegari, szociológia
- Zeitoun (2009), életrajz
- It Is Right to Draw Their Fur: Animal Renderings (2010), rajzok
- Visitants (2013), utazások
- The Voice of Witness reader : ten years of amplifying unheard voices (2015)
- (2015. július 20.) „The actual Hollister : a California town and its name”. The New Yorker 91 (20), 30–37. o.
- Ungrateful Mammals (2017), rajzok
- The Monk of Mokha (2018), életrajz
- Phoenix (2019), politika

Emlékiratok
- A heartbreaking work of staggering genius. New York: Simon & Schuster (2000)
- Mistakes we knew we were making (2000)

### Szerkesztett és előszóval ellátott művek
- Drama in the Desert: The Sights and Sounds of Burning Man (ISBN 0972178902) (Eggers írta az előszót) (2002)
- Surviving Justice: America's Wrongfully Convicted and Exonerated (Lola Vollennel[27] közösen összeállított; Scott Turow(wd) bevezetőjével) (2005)
- Stories Upon Stories (2016), novellás antológia, szerkesztő és közreműködő
- Some Recollections from a Busy Life: The Forgotten Story of the Real Town of Hollister, California by T.S. Hawkins (2016) (Eggers bemutatja dédnagyapja önéletrajzának újranyomtatását, amelyet eredetileg 1913-ban adtak ki.)

### Magyarul megjelent
- Az elveszett fiú. Valentino Achak Deng regényes életrajza (What Is the What) – Park, Budapest, 2008 · ISBN 9789635308309 · Fordította: Komáromy Rudolf, Komáromy Zsófia
- Ahol a vadak várnak. Regény (The Wild Things) – Park, Budapest, 2010 · ISBN 9789635308729 · Fordította: Lukács Laura
- Az árvízi csónakos (Zeitoun) – Park, Budapest, 2011 · ISBN 9789635309115 · Fordította: Szántó Judit
- Nemo kapitány (The Story of Captain Nemo) – Kolibri, Budapest, 2014 (Meséld újra!) · ISBN 9786155450174 · Fordította: Gács Éva · Illusztrálta: Fabian Negrin
- Hologram a királynak (A Hologram for the King) – Európa, Budapest, 2015 · ISBN 9789634052227 · Fordította: Pék Zoltán
- A Kör (The Circle) – Európa, Budapest, 2016 · ISBN 9789634054344 · Fordította: Nemes Anna
- Atyáitok? Hol vannak ők? És a próféták örökké élnek-é? (Your Fathers, Where Are They? And the Prophets, Do They Live Forever?) – Európa, Budapest, 2017 · ISBN 9789634058106 · Fordította: M. Nagy Miklós

## Filmek
- Away We Go (2009), feleségével (Vendela Vida(wd)[59]) közösen írt forgatókönyv[83]
- Where the Wild Things Are (2009), screenplay co-written with director Spike Jonze[84]
- Promised Land[85] (2012), screenplay by Matt Damon and John Krasinski, story by Dave Eggers[86][87]
- A Hologram for the King[88] (2016), film directed by Tom Tykwer, based on novel A Hologram for the King[89]
- Your Mother and I (2016), A rövidfilmet Anna Maguire rendezte, Eggers "Your Mother and I" című novellája alapján.[90]
- The Circle[91] (2017), James Ponsoldt(wd) rendezővel közösen írt forgatókönyv Eggers „The Circle” című regénye alapján[92]

## Egyéb információk
- Honlapja
- Dave Eggers in The Encyclopedia of Science Fiction(wd)
- Szerzői oldal a McSweeney honlapján (részletes bibliográfiát tartalmaz)
- Dave Eggers az Internet Movie Database oldalon (angolul)

## Fordítás
- Ez a szócikk részben vagy egészben  a   Dave Eggers című angol Wikipédia-szócikk fordításán alapul.  Az eredeti cikk szerkesztőit annak laptörténete sorolja fel. Ez a jelzés csupán a megfogalmazás eredetét és a szerzői jogokat jelzi, nem szolgál a cikkben szereplő információk forrásmegjelöléseként.